# Gabriel (Roman)
Gabriel ist ein Roman der französischen Autorin George Sand. Der Dialogroman ist im Jahr 1839 in Fortsetzungen in der Revue des Deux Mondes und 1840 in Buchform erschienen. Der Schauspieler und Regisseur Sébastien Jacobi hat Gabriel 2021 ins Deutsche übertragen und am Saarländischen Staatstheater auf die Bühne gebracht. Im Jahr 2022 erschien der Roman erstmals in deutscher Sprache im Reclam-Verlag.

## Handlung

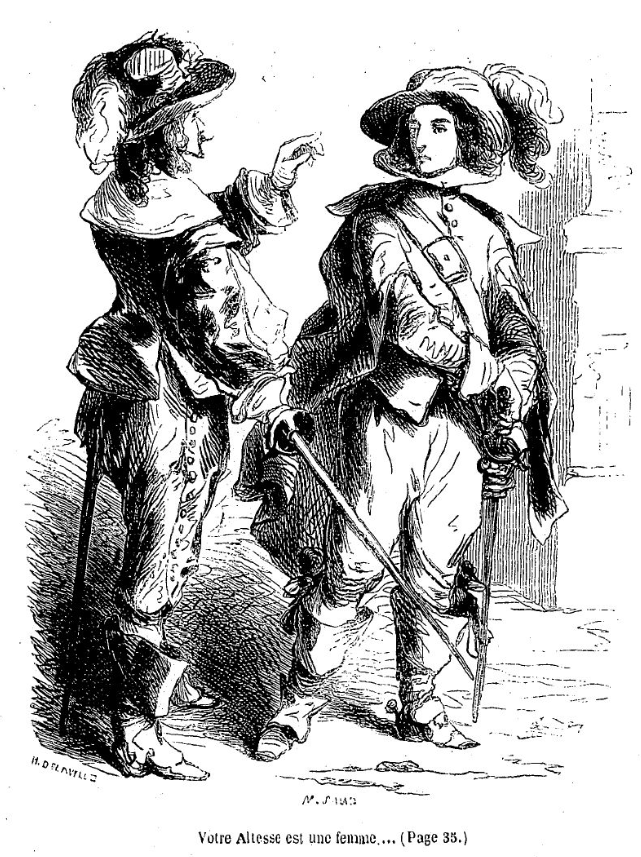
Historische Illustration von 1854

Die Handlung ist zeitlich nicht genau verortet – vermutlich befinden wir uns in der Renaissance. Die Hauptfigur Gabriel de Bramante ist der Enkel und Alleinerbe des Fürsten von Bramante. Er wird von seinem Lehrer und einem alten Diener namens Marc großgezogen wird. Er genießt alle Privilegien seines Standes: Bildung, Ausbildung im Umgang mit Waffen und die Jagd. Eines Tages kehrt sein Großvater Jules de Bramante unter großer Heimlichkeit in die Burg zurück und macht eine Offenbarung, die ihn in Erstaunen versetzt: Gabriel ist eine Frau – Gabrielle. Das Geheimnis seines biologischen Geschlechts wurde bei seiner Geburt geheim gehalten und er wurde als Mann erzogen, da der Titel Prinz von Bramante nur einem Mann zustehen kann. Allerdings hasst Jules seinen jüngsten Sohn Octave, doch dieser gebar einen Jungen, Astolphe, der den Titel erben würde. Von da an wird Gabriel mit der Heuchelei der Gesellschaft konfrontiert und beginnt, gegen den abgrundtiefen Unterschied zwischen den den Männern gewährten Rechten und der den Frauen vorbehaltenen Unterdrückung aufzubegehren. Zutiefst verstört von der Enthüllung beschließt Gabrielle, die Folgen der Lüge für die Familiengeschichte umzukehren und die Hoheit über die eigene Identität zurückzugewinnen und gerät dabei in einen Strudel aus Leidenschaft, Lügen, Liebe, Intrigen und Verrat. Als Gabrielle sich gegen seinen Großvater auflehnt, bahnt sich eine Katastrophe an. Gabrielle begegnet ihrem Cousin, dem draufgängerischen Astolphe und entscheidet sich für ein Doppelleben. Auf dem Land ist sie als Gabrielle, Astolphes Frau und in der Stadt ein junger Mann, der den gesellschaftlichen Konventionen entspricht.

## Personen
- Prinz Jules de Bramante
- Gabriel de Bramante, sein Enkel
- Graf Astolphe de Bramante
- Antonio, Freund von Astolphe
- Faustina, Astolphes erste Geliebte
- Settimia, Mutter von Astolphe
- Faustina, Astolphes erste Geliebte
- Marc, Gabriels Nachhilfelehrer, alter Diener des Hauses Bramante
- Bruder Côme
- Giglio[4]

## Über den Roman

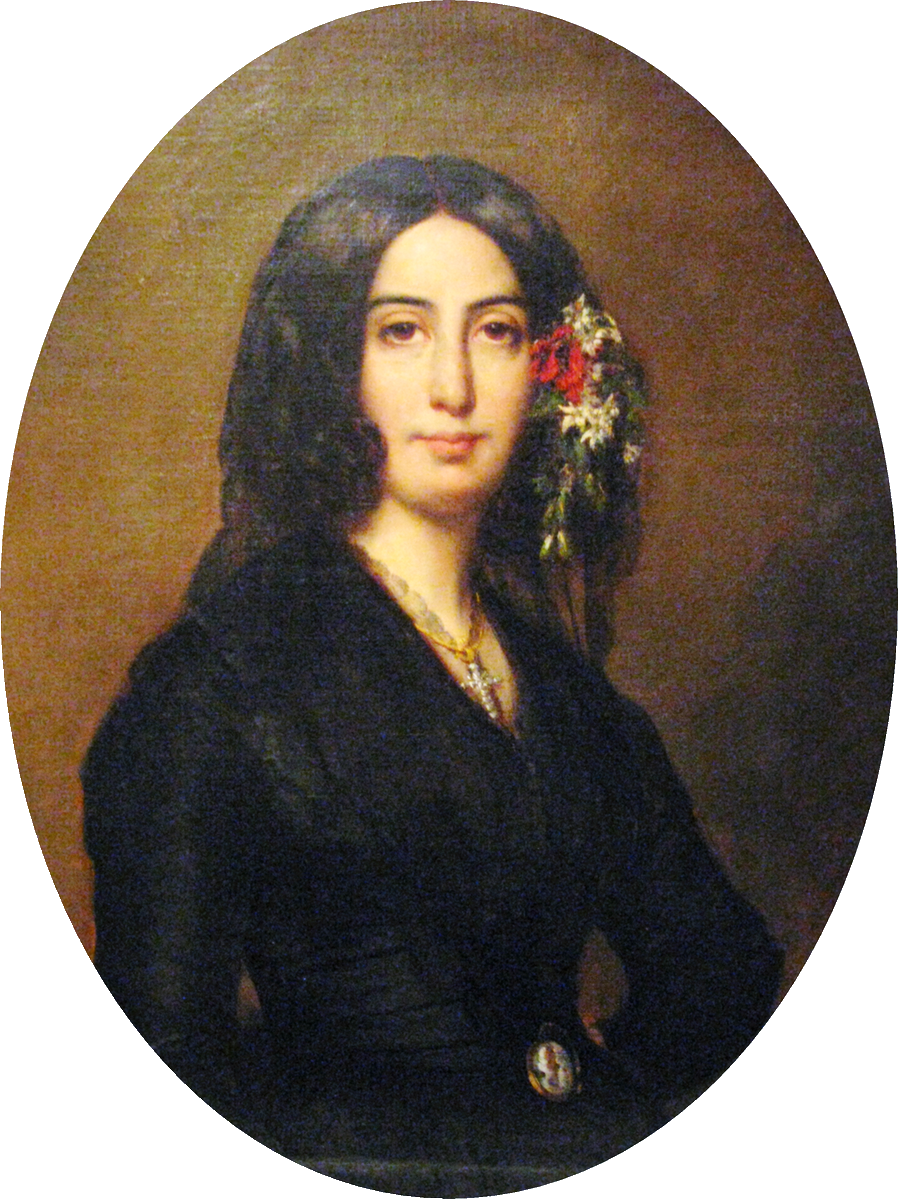
George Sand, Gemälde von Auguste Charpentier (1838)

Sand hat mit diesem Helden, der eine Heldin ist, eine Figur geschaffen, die ihr gleicht: Sie selbst, die eigentlich Aurore Dupin hieß, hatte Anfang des neunzehnten Jahrhunderts von ihrem Ehemann verlangt, sechs Monate im Jahr das gemeinsame Landgut verlassen und zum Schreiben nach Paris gehen zu dürfen. Später ließ sie sich dann, zu einer Zeit, in der es die rechtliche Möglichkeit einer Scheidung noch gar nicht gab, von ihrem Mann trennen.

### Vorbemerkungen zum Roman von George Sand
„Ich schrieb Gabriel in Marseille, bei meiner Rückkehr aus Spanien, umgeben von meinen spielenden Kindern im Zimmer einer Herberge. – Das Lärmen der Kinder stört nicht. Sie leben, gerade durch ihre Spiele, in einer fiktiven Welt, in die ihre Träume Eingang finden können, ohne von der Realität kalt erwischt zu werden. Im Übrigen gehören auch sie, aufgrund der Einfachheit ihrer Gedanken, einer Idealwelt an. Gabriel seinerseits gehört in Form und Gehalt allein der Fantasie an. Nur selten besteht eine direkte Verbindung zwischen der Fantasie von Künstlerinnen und Künstlern und ihrer eigenen Situation. Zumindest verläuft diese nicht parallel zu den Beschäftigungen ihres äußeren Lebens. Kunst zu machen er fordert gerade, durch eine wie auch immer geartete Erfindung der konkreten Welt zu entkommen, die einen bekümmert, unterdrückt, langweilt oder verzweifeln lässt. Wer das nicht weiß, wird selbst wohl kaum Kunst hervorbringen.“ George Sand, Nohant, 21. September 1854

## Adaptionen für das Theater (Auswahl)
- Théâtre du Gymnase (Marseille), 2000
- Saarländisches Staatstheater, 2021
- Badisches Staatstheater Karlsruhe, 2022
- Mecklenburgisches Staatstheater Schwerin, 2024